# UCI-Mountainbike-Weltcup 2014
Beim UCI-Mountainbike-Weltcup 2014 wurden durch die Union Cycliste Internationale Weltcup-Sieger in den Disziplinen Cross Country (olympisch), Cross-country Eliminator und Downhill ermittelt. Nachdem der Eliminator erst zur Saison 2012 in den Weltcup aufgenommen worden war, wurde die Disziplin in 2014 letztmals als Teil des UCI-Mountainbike-Weltcups ausgetragen.
Im Cross Country (olympisch) XCO und Downhill DHI wurden jeweils sieben Wettbewerbe ausgetragen, im Eliminator XCE sechs Rennen. Die Rennen im XCO und XCE fanden mit Ausnahme der ersten Weltcup-Station jeweils zusammen am selben Austragungsort statt.
Neu eingeführt wurde eine gesonderte Wertung im Downhill für Junioren (zunächst nur Männer). Die Cross-Country-Rennen für Junioren wurden dagegen aus dem Weltcup-Programm genommen, dafür wird durch die UCI unabhängig vom Weltcup die UCI Junior Series XCO ausgetragen. Zum Teil fanden die Rennen der Junioren aber noch im Rahmenprogramm des Weltcups statt.

## Cross-Country

### Frauen Elite
| Rnd | Datum      | Ort                  | Erste                  | Zweite                 | Dritte                 |
| --- | ---------- | -------------------- | ---------------------- | ---------------------- | ---------------------- |
| 1   | 13. April  | Pietermaritzburg     | Jolanda Neff           | Gunn-Rita Dahle Flesjå | Maja Włoszczowska      |
| 2   | 27. April  | Cairns               | Eva Lechner            | Emily Batty            | Irina Kalentieva       |
| 3   | 25. Mai    | Nové Město na Moravě | Pauline Ferrand-Prévot | Catharine Pendrel      | Gunn-Rita Dahle Flesjå |
| 4   | 1. Juni    | Albstadt             | Pauline Ferrand-Prévot | Gunn-Rita Dahle Flesjå | Jolanda Neff           |
| 5   | 3. August  | Mont Sainte-Anne     | Jolanda Neff           | Catharine Pendrel      | Kateřina Nash          |
| 6   | 10. August | Windham              | Catharine Pendrel      | Tanja Žakelj           | Annika Langvad         |
| 7   | 24. August | Méribel              | Jolanda Neff           | Gunn-Rita Dahle Flesjå | Pauline Ferrand-Prévot |

Gesamtwertung
| Platz | Name                   | Punkte |
| ----- | ---------------------- | ------ |
| 1.    | Jolanda Neff           | 1300   |
| 2.    | Catharine Pendrel      | 940    |
| 3.    | Tanja Žakelj           | 856    |
| 4.    | Emily Batty            | 830    |
| 5.    | Maja Włoszczowska      | 788    |
| 6.    | Gunn-Rita Dahle Flesjå | 760    |

### Männer Elite
| Rnd | Datum      | Ort                  | Erster         | Zweiter           | Dritter          |
| --- | ---------- | -------------------- | -------------- | ----------------- | ---------------- |
| 1   | 13. April  | Pietermaritzburg     | Julien Absalon | Manuel Fumic      | Maxime Marotte   |
| 2   | 27. April  | Cairns               | Julien Absalon | Mathias Flückiger | Maxime Marotte   |
| 3   | 25. Mai    | Nové Město na Moravě | Nino Schurter  | Stéphane Tempier  | Moritz Milatz    |
| 4   | 1. Juni    | Albstadt             | Julien Absalon | Nino Schurter     | Stéphane Tempier |
| 5   | 3. August  | Mont Sainte-Anne     | Nino Schurter  | Julien Absalon    | Daniel McConnell |
| 6   | 10. August | Windham              | Nino Schurter  | Julien Absalon    | Lukas Flückiger  |
| 7   | 24. August | Méribel              | Nino Schurter  | Julien Absalon    | Manuel Fumic     |

Gesamtwertung
| Platz | Name              | Punkte |
| ----- | ----------------- | ------ |
| 1.    | Julien Absalon    | 1490   |
| 2.    | Nino Schurter     | 1330   |
| 3.    | Daniel McConnell  | 970    |
| 4.    | Manuel Fumic      | 856    |
| 5.    | Stéphane Tempier  | 785    |
| 6.    | Mathias Flückiger | 785    |

### Frauen U23
| Rnd | Datum      | Ort                  | Erste            | Zweite           | Dritte            |
| --- | ---------- | -------------------- | ---------------- | ---------------- | ----------------- |
| 1   | 13. April  | Pietermaritzburg     | Jenny Rissveds   | Perrine Clauzel  | Lisa Rabensteiner |
| 2   | 27. April  | Cairns               | Helen Grobert    | Jenny Rissveds   | Jovana Crnogorac  |
| 3   | 25. Mai    | Nové Město na Moravě | Margot Moschetti | Jana Belomoina   | Lisa Rabensteiner |
| 4   | 1. Juni    | Albstadt             | Margot Moschetti | Jana Belomoina   | Lisa Rabensteiner |
| 5   | 3. August  | Mont Sainte-Anne     | Jana Belomoina   | Margot Moschetti | Jenny Rissveds    |
| 6   | 10. August | Windham              | Margot Moschetti | Jana Belomoina   | Jovana Crnogorac  |
| 7   | 24. August | Méribel              | Helen Grobert    | Jana Belomoina   | Linda Indergand   |

Gesamtwertung
| Platz | Name             | Punkte |
| ----- | ---------------- | ------ |
| 1     | Jana Belomoina   | 400    |
| 2     | Helen Grobert    | 394    |
| 3     | Jenny Rissveds   | 377    |
| 4     | Margot Moschetti | 375    |
| 5     | Jovana Crnogorac | 259    |

### Männer U23
| Rnd | Datum      | Ort                  | Erster                  | Zweiter                 | Dritter                 |
| --- | ---------- | -------------------- | ----------------------- | ----------------------- | ----------------------- |
| 1   | 13. April  | Pietermaritzburg     | Jordan Sarrou           | Michiel van der Heijden | Grant Ferguson          |
| 2   | 27. April  | Cairns               | Viktor Koretzky         | Jordan Sarrou           | Michiel van der Heijden |
| 3   | 25. Mai    | Nové Město na Moravě | Jordan Sarrou           | Michiel van der Heijden | Samuel Gaze             |
| 4   | 1. Juni    | Albstadt             | Jordan Sarrou           | Michiel van der Heijden | Howard Grotts           |
| 5   | 3. August  | Mont Sainte-Anne     | Michiel van der Heijden | Jordan Sarrou           | Julien Trarieux         |
| 6   | 10. August | Windham              | Jordan Sarrou           | Anton Cooper            | Grant Ferguson          |
| 7   | 24. August | Méribel              | Jordan Sarrou           | Grant Ferguson          | Michiel van der Heijden |

Gesamtwertung
| Platz | Name                    | Punkte |
| ----- | ----------------------- | ------ |
| 1     | Jordan Sarrou           | 570    |
| 2     | Michiel van der Heijden | 480    |
| 3     | Victor Koretzky         | 301    |
| 4     | Grant Ferguson          | 214    |
| 5     | Howard Grotts           | 197    |

## Cross-Country Eliminator

### Frauen Elite
| Rnd | Datum      | Ort                  | Erste              | Zweite             | Dritte              |
| --- | ---------- | -------------------- | ------------------ | ------------------ | ------------------- |
| 1   | 25. April  | Cairns               | Alexandra Engen    | Jenny Rissveds     | Jolanda Neff        |
| 2   | 24. Mai    | Nové Město na Moravě | Alexandra Engen    | Kathrin Stirnemann | Ingrid Bøe Jacobsen |
| 3   | 31. Mai    | Albstadt             | Kathrin Stirnemann | Alexandra Engen    | Linda Indergand     |
| 4   | 2. August  | Mont Sainte-Anne     | Kathrin Stirnemann | Jenny Rissveds     | Lisa Mitterbauer    |
| 5   | 9. August  | Windham              | Jenny Rissveds     | Kathrin Stirnemann | Cindy Montambault   |
| 6   | 23. August | Méribel              | Linda Indergand    | Kathrin Stirnemann | Ingrid Bøe Jacobsen |

Gesamtwertung
| Platz | Name                | Punkte |
| ----- | ------------------- | ------ |
| 1.    | Kathrin Stirnemann  | 265    |
| 2.    | Jenny Rissveds      | 185    |
| 3.    | Alexandra Engen     | 160    |
| 4.    | Ingrid Bøe Jacobsen | 98     |
| 5.    | Linda Indergand     | 90     |
| 6.    | Lisa Mitterbauer    | 76     |

### Männer Elite
| Rnd | Datum      | Ort                  | Erster              | Zweiter             | Dritter            |
| --- | ---------- | -------------------- | ------------------- | ------------------- | ------------------ |
| 1   | 26. April  | Cairns               | Samuel Gaze         | Daniel Federspiel   | Paul van der Ploeg |
| 2   | 24. Mai    | Nové Město na Moravě | Miha Halzer         | Daniel Federspiel   | Paul van der Ploeg |
| 3   | 30. Mai    | Albstadt             | Fabrice Mels        | Paul van der Ploeg  | Patrick Lüthi      |
| 4   | 2. August  | Mont Sainte-Anne     | Simon Gegenheimer   | Catriel Andres Soto | Fabrice Mels       |
| 5   | 9. August  | Windham              | Catriel Andres Soto | Simon Gegenheimer   | Fabrice Mels       |
| 6   | 23. August | Méribel              | Fabrice Mels        | Simon Gegenheimer   | Kévin Miquel       |

Gesamtwertung
| Platz | Name                | Punkte |
| ----- | ------------------- | ------ |
| 1.    | Fabrice Mels        | 217    |
| 2.    | Simon Gegenheimer   | 164    |
| 3.    | Daniel Federspiel   | 150    |
| 4.    | Paul van der Ploeg  | 150    |
| 5.    | Catriel Andrés Soto | 139    |
| 6.    | Emil Lindgren       | 87     |

## Downhill

### Frauen Elite
| Rnd | Datum      | Ort              | Erste           | Zweite          | Dritte          |
| --- | ---------- | ---------------- | --------------- | --------------- | --------------- |
| 1   | 12. April  | Pietermaritzburg | Manon Carpenter | Rachel Atherton | Jill Kintner    |
| 2   | 27. April  | Cairns           | Rachel Atherton | Manon Carpenter | Myriam Nicole   |
| 3   | 8. Juni    | Fort William     | Emmeline Ragot  | Myriam Nicole   | Tracey Hannah   |
| 4   | 15. Juni   | Leogang          | Manon Carpenter | Rachel Atherton | Myriam Nicole   |
| 5   | 3. August  | Mont Sainte-Anne | Manon Carpenter | Rachel Atherton | Emmeline Ragot  |
| 6   | 19. August | Windham          | Emmeline Ragot  | Rachel Atherton | Tracey Hannah   |
| 7   | 23. August | Méribel          | Rachel Atherton | Emmeline Ragot  | Manon Carpenter |

Gesamtwertung
| Platz | Name            | Punkte |
| ----- | --------------- | ------ |
| 1.    | Manon Carpenter | 1360   |
| 2.    | Rachel Atherton | 1310   |
| 3.    | Emmeline Ragot  | 1300   |
| 4.    | Tracey Hannah   | 942    |
| 5.    | Tahnée Seagrave | 745    |
| 6.    | Myriam Nicole   | 662    |

### Männer Elite
| Rnd | Datum      | Ort              | Erster         | Zweiter          | Dritter        |
| --- | ---------- | ---------------- | -------------- | ---------------- | -------------- |
| 1   | 12. April  | Pietermaritzburg | Aaron Gwin     | Michael Hannah   | Greg Minnaar   |
| 2   | 27. April  | Cairns           | Gee Atherton   | Josh Bryceland   | Neko Mulally   |
| 3   | 8. Juni    | Fort William     | Troy Brosnan   | Samuel Hill      | Danny Hart     |
| 4   | 15. Juni   | Leogang          | Josh Bryceland | Greg Minnaar     | Troy Brosnan   |
| 5   | 3. August  | Mont Sainte-Anne | Samuel Hill    | Josh Bryceland   | Danny Hart     |
| 6   | 19. August | Windham          | Josh Bryceland | Aaron Gwin       | Troy Brosnan   |
| 7   | 23. August | Méribel          | Samuel Hill    | Matthew Simmonds | Josh Bryceland |

Gesamtwertung
| Platz | Name             | Punkte |
| ----- | ---------------- | ------ |
| 1.    | Josh Bryceland   | 1187   |
| 2.    | Aaron Gwin       | 1038   |
| 3.    | Troy Brosnan     | 1025   |
| 4.    | Samuel Hill      | 1024   |
| 5.    | Gee Atherton     | 813    |
| 6.    | Matthew Simmonds | 745    |

### Junioren
| Rnd | Datum      | Ort              | Erster         | Zweiter          | Dritter           |
| --- | ---------- | ---------------- | -------------- | ---------------- | ----------------- |
| 1   | 12. April  | Pietermaritzburg | Luca Shaw      | Loris Vergier    | Amaury Pierron    |
| 2   | 27. April  | Cairns           | Loris Vergier  | Aiden Varley     | Neil Stewart      |
| 3   | 8. Juni    | Fort William     | Martin Maes    | Loris Vergier    | Alex Marin Trillo |
| 4   | 15. Juni   | Leogang          | Amaury Pierron | Taylor Vernon    | Luca Shaw         |
| 5   | 3. August  | Mont Sainte-Anne | Luca Shaw      | Jack Iles        | Loris Vergier     |
| 6   | 19. August | Windham          | Taylor Vernon  | Luca Shaw        | Loris Vergier     |
| 7   | 23. August | Méribel          | Loris Vergier  | Laurie Greenland | Taylor Vernon     |

Gesamtwertung
| Platz | Name           | Punkte |
| ----- | -------------- | ------ |
| 1     | Loris Vergier  | 260    |
| 2     | Luca Shaw      | 234    |
| 3     | Taylor Vernon  | 211    |
| 4     | Amaury Pierron | 90     |
| 5     | Jack Iles      | 82     |